# Ace Ventura 2. – Hív a természet
Az Ace Ventura 2.: Hív a természet (eredeti cím: Ace Ventura: When Nature Calls) 1995-ben bemutatott amerikai kalandfilm-filmvígjáték, amely az 1994-es Ace Ventura: Állati nyomozó című film folytatása.
Az élőszereplős játékfilm rendezője Steve Oedekerk, producere James G. Robinson. A forgatókönyvet Jack Bernstein írta, a zenéjét Robert Folk szerezte, a főszerepben Jim Carrey látható. A mozifilm a Morgan Creek Productions gyártásában készült, a Warner Bros. forgalmazásában jelent meg.
Az Amerikai Egyesült Államokban 1995. november 10-én mutatták be a mozikban.

## Cselekmény
A film elején látható jelenetben Ace Ventura kudarcot vall, amikor egy mosómedvét kellene megmentenie a Himalájából (a Cliffhanger – Függő játszma című film paródiája). Emiatt lelkiismeret-furdalás gyötri és egy tibeti kolostorba vonul vissza, megtalálni a lelki békéjét.
Egy nap egy férfi, bizonyos Fulton Greenwall érkezik, aki egy fiktív ország, Níbia konzulátusán dolgozik. A segítségét szeretné kérni, de Ace szerint nem lehet, és még nem is egyesült a mindenséggel. A kolostor főpapja (némiképp azért is, mert szeretné, ha Ace elmenne) azt állítja, hogy már egyesült is, és ennek elismeréseképp megkapja a medálját. Így már vállalja a munkát, bár nem tudja, mi is az pontosan. A Níbiába tartó úton Greenwallt folyamatosan kiborítja Ace viselkedése. Majd amikor megérkeznek, akkor árulja el, hogy a vacsati törzs szent albínó denevérét, Sikakát kell megtalálnia. Nem sokkal azelőtt tűnt el, hogy azt nászajándékul felajánlották volna – a vacsati hercegnő ugyanis a vacsutu törzs hercegéhez ment volna hozzá. A két törzs között ez békét hozott volna, most viszont a folytatódó háború réme fenyeget. Beszélnek a konzullal, Vincent Cadbyvel (akit Ace az őrületbe kerget), és közben Ace-nek úrrá kell lennie denevérfóbiáján.
Társával, Pöcökkel, a kapucinusmajommal, beilleszkednek a vacsati törzsbe. A hercegnő megkísérli őt elcsábítani, amire ő annyit válaszol, hogy önmegtartóztatást fogadott, de később szeretkezik vele. Összebarátkozik a törzs hercegével, Oudával is. Számos helyen nyomoz a lehetséges tolvajok után, mígnem egy alkalommal mérgezett nyílvesszővel kábítják el. Ebből arra következtet, hogy a vacsutuk sámánja lehetett az elkövető, aki ellenzi a házasságot. Ezért elmegy a vacsutukhoz, ahol Ouda rossz fordítása miatt elég nagy bajba kerül. "Sápadt Ördögnek" hívják, és azt mondják, hogy ha kiállja a próbákat, akkor nem ölik meg. Sikerrel jár az összesen, míg a vacsutu haláltánc során szembe nem kerül a törzs legerősebb, és egyben legkisebb harcosával. Mikor a dárdák a lábába állnak, az egész törzs kineveti őt, és "Fehér Nyuszinak" nevezik. Azt mondják, megkímélik az életét, de ha nem kerül elő a denevér, akkor háborút indítanak. Búcsúzóul a törzsfőnök még tréfásan lelövi egy nem mérgezett nyílvesszővel. Ace ezt összehasonlítva a korábbival rájön, hogy nem a vacsutuk lopták el Sikakát, mert a két nyílvessző két különböző fából készült. A vörösgombás akallafa termőhelyén meg is találja a denevért, két ausztrál orvvadász kíséretében, akiket egy nőstény gorilla hangjának utánzásával csal el. Sajnos rájönnek a turpisságra, elkábítják, majd egy tutajhoz kötik, amit leküldenek a folyón.
Miután nagy nehezen megmenekül, megpróbálja kinyomozni, hogy az orvvadászoknak mi köze lehet a két törzs háborújához. Gondolkodása közben a kolostor főpapjához fordul meditáció során, aki azt mondja neki, hogy a medál megadja a választ a kérdésére. Mivel a medálját bedobta egy barlangba, egy nagy rakás guanó közé, rájön, hogy a megfejtés kulcsa a guanó. Cadby volt az, aki elraboltatta a denevért, Ace-t pedig azért bérelte fel, hogy legyen alibije. A célja az volt, hogy ha a háborúskodások során a két törzs kiirtja egymást, akkor övé lehet az összes denevérbarlang az összes értékes guanóval, busás profitért. Mikor ezt kifejti Cadbynek, az letartóztattatja, de Ace megszökik egy elefánt segítségével, és utána a dzsungel állatainak segítségével rombolja le Cadby házát. Cadby menekülni próbál, de Ace utoléri és rommá töri az autóját. A denevérketrec beszorul egy fa közé, ezért Ace kénytelen puszta kézzel megfogni Sikakát. A két törzs már épp háborúzni kezdett volna, amikor Ace megjelenik a denevérrel. Ouda, felismerve Cadbyt, sápadt ördögöt kiált, és mindkét törzs üldözőbe veszi őt. Hiába menekül meg, egy ezüsthátú hím gorilla épp elkapja, a párzási időszak kellős közepén. A két törzs kibékül, a frigyet megkötik – ám ekkor kiderül, hogy a lány már nem szűz. Mivel ehhez feltehetően Ace-nek is köze van, mindkét törzs tagjai üldözőbe veszik...

## Szereplők
| Szereplő           | Színész                  | Magyar hang                         | Magyar hang                                  |
| Szereplő           | Színész                  | 1. magyar változat (InterCom, 1996) | 2. magyar változat (Universal Channel, 2011) |
| ------------------ | ------------------------ | ----------------------------------- | -------------------------------------------- |
| Ace Ventura        | Jim Carrey               | Kerekes József                      | Kerekes József                               |
| Fulton Greenwall   | Ian McNeice              | Dobránszky Zoltán                   | Kassai Károly                                |
| Vincent Cadby      | Simon Callow             | Konrád Antal                        | Tarján Péter                                 |
| Ouda               | Maynard Eziashi          | Breyer Zoltán                       | Szvetlov Balázs                              |
| Burton Quinn       | Bob Gunton               | Uri István                          | Takátsy Péter                                |
| Vacsati törzsfőnök | Damon Standifer          | Sinkovits-Vitay András              | Bácskai János                                |
| Vacsati hercegnő   | Sophie Okonedo           | Makay Andrea                        | Bánfalvi Eszter                              |
| Ashram szerzetes   | Arsenio „Sonny” Trinidad | Kenderesi Tibor                     | Versényi László                              |
| Vacsutu mágus      | Danny D. Daniels         | N/A                                 | N/A                                          |
| Gahjii             | Bruce Spence             | Orosz István                        | N/A                                          |
| Mick Katie         | Andrew Steel             | Imre István                         | N/A                                          |
| Hitu               | Adewale Akinnuoye-Agbaje | Pálfai Péter                        | N/A                                          |
| Pici harcos        | Tommy Davidson           | N/A                                 | N/A                                          |
| Vacsutu törzsfőnök | Sam Motoana Phillips     | N/A                                 | N/A                                          |
| Derrick McCane     | Thomas Grunke            | N/A                                 | N/A                                          |
| Vékony férj        | Michael Reid MacKay      | Komlós András                       | N/A                                          |
| Rókabundás nő      | Kristin Norton           | Zsolnai Júlia                       | N/A                                          |

## A forgatás
A forgatókönyv szerint Afrikában játszódik a történet, magát a filmet azonban Dél-Karolina államban, Charleston mellett forgatták, egyéb jeleneteket Texasban, San Antonio mellett, Brit Kolumbiában és Kanada más területein vettek fel.

## Érdekességek
- Tom DeCerchio nem sokkal a forgatás elkezdése után otthagyta a filmet, az új rendező Steve Oedekerk lett.[1]
- Az a jelenet, ahol Ace a mosómedvét próbálja megmenteni, paródiája a Sylvester Stallone főszereplésével forgatott Cliffhanger – Függő játszma című film azon jelenetének, mikor Stallone megpróbálja megmenteni Hal barátnőjét, Sarát.[2]
- Az első rész szereplői közül csupán Ace és majma, Spike szerepel a második részben is.[3]
- A film első heti bevétele 37 804 076 dollár volt, a teljes bevétel a filmből pedig 108 360 063 dollárra rúgott.[4]
- Az Egyesült Királyságban bemutatott változatnál még több jelenetet ki kellett vágniuk a készítőknek. Pl. Ace Ventura próbatételeikor a vacsutu törzsnél, amikor a vacsutu sámán lenyúl egy ember torkába és egy almacsutkát vesz ki belőle, majd pedig Ace egyetlen nyomással kipréseli egy terhes nőből a gyereket.

## Díjak, jelölések

### Arany Málna díj(1996)
- díj: legjobb férfi főszereplő és legjobb alakítás vígjátékban, Jim Carrey
- jelölés: legrosszabb remake, folytatás vagy utánzat, James G. Robinson

### American Comedy Awards (1996)
- jelölés: legviccesebb férfi főszereplő, Jim Carrey

### MTV Movie Award  (1996)
- jelölés: legjobb csók, Sophie Okonedo – Jim Carrey

### ASCAP Film and Television Music Award (1996)
- díj: Robert Folk, legnyereségesebb film

### Kids' Choice Awards (1996)
- díj: Blimp Award – Kedvenc film és szereplő (Jim Carrey)

## Televíziós megjelenések
- 1. magyar változat: HBO, RTL Klub, M1, TV2, Film+, Cool, Viasat 3, MGM, M2, Film Mania, Paramount Channel / Paramount Network, Film Now, Mozi+, Moziverzum, AMC
- 2. magyar változat: Universal Channel